# HD 83108
HD 83108，又名CD-35 5803，SAO 200531、HR 3823，是一颗恒星，视星等为6.49，位于銀經264.18，銀緯11.89，其B1900.0坐标为赤經9h 31m 2.2s，赤緯-35° 11.89′ 38″。